# ايكس (جنس)
ايكس هو جنس طائر يحتوي على نوعين من البط: بطة الخشب (إيكس راعية)، وبطة الماندرين. Aix هي كلمة يونانية قديمة استخدمها أرسطو للإشارة إلى طائر غوص غير معروف.